# Partido Autonomista de Corrientes
El Partido Autonomista de Corrientes (abreviado como PA, PAC o PACo) es un partido político provincial de Argentina, concretamente de la provincia de Corrientes. Fue fundado en 1876 como la continuación del Partido Federal de Corrientes, lo que lo convierte en el segundo partido político ininterrumpidamente existente más antiguo de la provincia, después del Partido Liberal (PLCo), con el que comparte lazos históricos de cooperación, siendo además uno de los partidos existentes más antiguos del país y del continente Americano en general.

## Historia
Los autonomistas y los liberales dominaron la lucha política de la provincia durante gran parte del período de la Generación del 80 (1880-1912) en el que el sufragio era público o cantado, facilitando el fraude electoral. Tras la sanción de la Ley Sáenz Peña y la instauración de la democracia liberal en el país, en 1912, los autonomistas y los liberales debieron modernizar sus partidos a fin de ingresar al juego democrático. Una coalición, conocida como "El Pacto" (que con el mismo nombre existiría varias veces posteriormente) logró evitar que la Unión Cívica Radical ganara las primeras elecciones bajo dicha ley. En 1928, con la llegada del radical Hipólito Yrigoyen al poder por segunda vez, este decretó la intervención federal de Corrientes. Sin embargo, menos de dos años después, un golpe de Estado cívico-militar derrocó a Yrigoyen, instaurando una dictadura militar de facto que desembocó en un régimen fraudulento conocido como Década Infame. Durante ese período, la desaparición de la UCR como enemigo común motivó una ruptura dentro de la coalición Autonomista-Liberal, que no obstante mantuvo absolutamente dominada la provincia durante la década de 1930.
Tras el golpe de 1943 y la irrupción del peronismo en la política argentina, los autonomistas y liberales encontraron en Juan Domingo Perón otro enemigo por el cual unirse. En las elecciones de 1946 el conservadurismo correntino, unido en coalición, fue la única fuerza política capaz de derrotar electoralmente al candidato peronista en la elección de gobernador. Sin embargo, el Pacto aceptó investir gobernador a un radical, Blas Benjamín de la Vega, en el Colegio Electoral, para garantizar que el peronismo no tomaría el control de la provincia. Corrientes fue finalmente intervenida por el gobierno peronista a finales de 1947.
Tras el golpe de Estado de 1955 y la proscripción del peronismo, el Pacto se separó y perdió la gobernación de Corrientes ante la Unión Cívica Radical Intransigente (UCRI). Esta derrota motivó la creación definitiva del Pacto Autonomista - Liberal, coalición que duraría casi cuatro décadas. El Pacto ganó las elecciones de 1962 y 1963. Finalmente, con la llegada del tercer peronismo y la abolición del Colegio Electoral, la coalición debió presentar un candidato único, que fue derrotado por el candidato justicialista, en lo que fue la última victoria del peronismo en Corrientes. Tras la restauración de la democracia y el Colegio Electoral, en 1983, el Pacto Autonomista - Liberal continuó gobernando mediante un sistema de alternancia (Autonomista - Liberal - Autonomista) entre 1983 y 1992, cuando la provincia fue intervenida por el gobierno de Carlos Menem después de que el Colegio Electoral no fuera concluyente.
El Partido Autonomista, dentro del PAL, ganó las elecciones directas de 1993, pero su candidato, Raúl Romero Feris, se retiró del partido para fundar el Partido Nuevo. El Pacto se disolvió en el año 2000 y desde entonces no se ha recuperado. En las elecciones de 2017 integró el Frente Corrientes Podemos Más, con el justicialismo provincial, el Partido Liberal y muchos otros partidos pequeños, quedando su candidato, Carlos Mauricio Espínola, en segundo lugar detrás de Gustavo Valdés. El PACo recibió 8.895 votos (1.44%).